# Modisi
Modisi ist ein Ort in der indonesischen Provinz Nordsulawesi (Sulawesi Utara).

## Geographie
Modisi ist eine kleine Stadt in (Kabupaten) Bolaang Mongondow Selatan. Dieser Ort liegt am nördlichen Ende der Provinz Nord-Sulawesi.